# Слагалица страве 6
Слагалица страве 6 (енгл. Saw VI) јесте амерички хорор филм из 2009. године, режисера Кевина Гретерта, са Бетси Расел, Костасом Мандилором, Тобином Белом, Марком Ролстоном, Питером Аутербриџом и Шони Смит у главним улогама.
Централи лик филма је Џил Так (Бетси Расел), која доноси тешку одлуку да се супротстави детективу Хофману и прекине низ смртоносних игара које је покренуо њен покојни супруг.
Радња филма се наставља тамо где се пети део завршио.
Филм је по оценама публике и критичара најбољи наставак у серијалу, међутим, због лошег утиска који су створили четврти и пети део, остварио је убедљиво најнижу зараду у серијалу. То је проузроковало да продукцијска кућа, одмах након премијере, најави наредни део као последњи у серијалу и то под насловом: Слагалица страве 7: Последње поглавље.

## Радња
Полиција сумња да је убијени агент Страм био Џигсо и да ће његове игре сада престати. У истраживање случаја се враћа и агент Линдзи Перез, која је преживела догађаје из четвртог дела.
У ковчегу који јој је у тестаменту оставио супруг, Џил Так проналази шест коверти, једну касету с видео записом и обрнуту замку за медведе. У пет коверти се налазе упутства за наредне игре и адресиране су на детектива Хофмана, коме их Џил предаје. Шесту коверту као и обрнуту замку за медведе Џил задржава за себе, док касету односи на непознату локацију. Хофман започиње нову игру, а у главној улози је Вилијам Истон, власник фирме за осигурање, који се већ годинама бави преварама и прекида сарадњу с клијентима када се разболе од тешке болести како им не би исплатио осигурање.
Џил сазнаје да је и Аманда Јанг делимично одговорна за несрећу у којој је изгубила бебу и да је Хофман уценио Аманду да убије др Лин Денлон, да он не би открио ту њену тајну. Исфрустрирана овим сазнањем, Џил доноси одлуку да испоштује Џонову последњу жељу и убије Хофмана како би се игре од Џигсоа окончале.

## Улоге
| Глумац          | Улога                |
| --------------- | -------------------- |
| Бетси Расел     | Џил Так              |
| Костас Мандилор | детектив Марк Хофман |
| Питер Аутербриџ | Вилијам Истон        |
| Тобин Бел       | Џон Крејмер — Џигсо  |
| Марк Ролстон    | агент Ден Ериксон    |
| Атина Карканис  | агент Линдзи Перез   |
| Шони Смит       | Аманда Јанг          |
| Саманта Лемол   | Памела Џенкинс       |
| Танедра Хауард  | Симона               |
| Марти Моро      | Еди                  |
| Шон Ахмед       | Ален                 |
| Џанел Хачисон   | Ади                  |
| Џери Мендичино  | Ханк                 |
| Каролина Кејв   | Деби                 |
| Џорџ Њуборн     | Харолд Абот          |
| Шона Макдоналд  | Тара Абот            |
| Девон Бостик    | Брент Абот           |
| Дарије Макрари  | Дејв                 |
| Шон Метинсон    | Џош                  |
| Мелани Скрофано | Џина                 |
| Карен Клаче     | Шелби                |
| Џејмс Гилберт   | Арон                 |
| Лариса Гомес    | Емили                |
| Били Отис       | Сесил Адамс          |
| Џејмс ван Патен | др Хефнер            |
| Имфо Коахо      | Тимоти Јанг          |
| Џинџер Буш      | Сачи                 |
| Скот Патерсон   | агент Питер Страм    |